# Cotylomolgus lepidonoti
Cotylomolgus lepidonoti is een eenoogkreeftjessoort uit de familie van de Catiniidae. De wetenschappelijke naam van de soort werd in 1967 voor het eerst geldig gepubliceerd door Humes & Ho.